# تاریخ یهودیان در جامائیکا
تاریخ یهودیان در جامائیکا عمدتاً به مهاجران اسپانیا و پرتغال و همچنین مهاجران فرانسه و انگلستان برمی گردد. از سال ۱۳۰۹، بسیاری از یهودیان به دلیل آزار و شکنجه تفتیش عقاید مقدس، از اسپانیا شروع به فرار کردند. هنگامی که انگلیسی‌ها جامائیکا را در سال ۱۶۵۵ از اسپانیا گرفتند، یهودیانی که به عنوان مهاجر زندگی می‌کردند، آزاد به نگهداری دین و آیین خود شدند. در سال ۱۶۱۱، جزیره جامائیکا به جمعیت تخمینی ۱۵۰۰ نفر رسیده بود. تخمین زده می‌شود ۷۵ نفر از این افراد «خارجی» توصیف شده باشند که ممکن است برخی از یهودیان پرتغالی را نیز دربرداشته باشد. با این وجود بسیاری از یهودیان با آزار و اذیت انگلیسی روبرو شدند.

## تاریخ یهودیان
اولین یهودیان در زمان اشغال جزیره توسط اسپانیا، در سال ۱۴۹۴–۱۶۵۵ به این جزیره آمدند. آنها از اسپانیا و پرتغال آمده بودند، زیرا آنها از تفتیش عقاید اسپانیا فرار کرده بودند. در جریان تفتیش عقاید اسپانیا، دولت اسپانیا یهودیان را ملزم به ترک کشور یا پذیرش کاتولیک کرد. مجازات نافرمانی اعدام بود. آنها برای پنهان کردن هویت خود از خودشان به عنوان «پرتغالی» یا «اسپانیایی» یاد می‌کردند و دین خود را مخفیانه انجام می‌دادند. در زمان فتح جزیره توسط انگلیس در سال ۱۶۵۵، ژنرال رابرت ونابلس حضور بسیاری از «پرتغالی‌ها» را در جامائیکا ثبت کرد. جزئیات مربوط به این که چند بار یا هر یک از این پرتغالی‌ها یهودی یا مسیحیان نو بوده‌اند ناشناخته است. همچنین، مشخص نیست که چه تعداد از این مسیحیان جدید ممکن است به یهودیت روی آورده‌اند. پرتغالی‌ها در این جزیره اغلب توسط اسپانیایی‌ها مورد آزار و اذیت قرار گرفتند و بسیاری با حمله انگلیسی‌ها به اسپانیا کمک کردند. یهودیان پس از فتح مجاز به ماندن بودند و به صراحت دین خود را آغاز کردند. تابعیت انگلیس به یهودیان جامائیکا توسط اولیور کرامول اعطا شد که در سال ۱۶۶۰ توسط پادشاه چارلز دوم انگلیس تأیید شد. از نظر بسیاری از یهودیان، جامائیکا به مکانی امن تبدیل شد که بدون ترس از آزار و اذیت می‌توانستند در آن زندگی کنند. یهودیان آمستردام، بوردو و بایون به جامائیکا نقل مکان کردند و بیشتر در بندر رویال اقامت داشتند. بندر رویال حتی یک خیابان یهودی داشت.
جمعیت یهودیان جامائیکا هرگز زیاد نبود. با این حال، سهم آنها در زندگی اقتصادی و تجاری ملت چشمگیر بوده است.

### دوران امروزی
فقط ۵۰۶ نفر در جامائیکا دین یهودی دارند و بیشتر یهودیان از جامائیکا مهاجرت کرده‌اند. در حالی که بسیاری از آنها مذهبی نیستند، ثبت شده است که بیش از ۲۰۰۰ جامائیکایی یهودی هستند.